# Xã Sherlock, Quận Finney, Kansas
Xã Sherlock (tiếng Anh: Sherlock Township) là một xã thuộc quận Finney, tiểu bang Kansas, Hoa Kỳ. Năm 2010, dân số của xã này là 2.789 người.